# Pomnik ku czci Armii Czerwonej w Chrzowicach
Pomnik ku czci Armii Czerwonej w Chrzowicach – pomnik, który znajdował się w Chrzowicach w województwie opolskim przy drodze krajowej 45.

## Historia

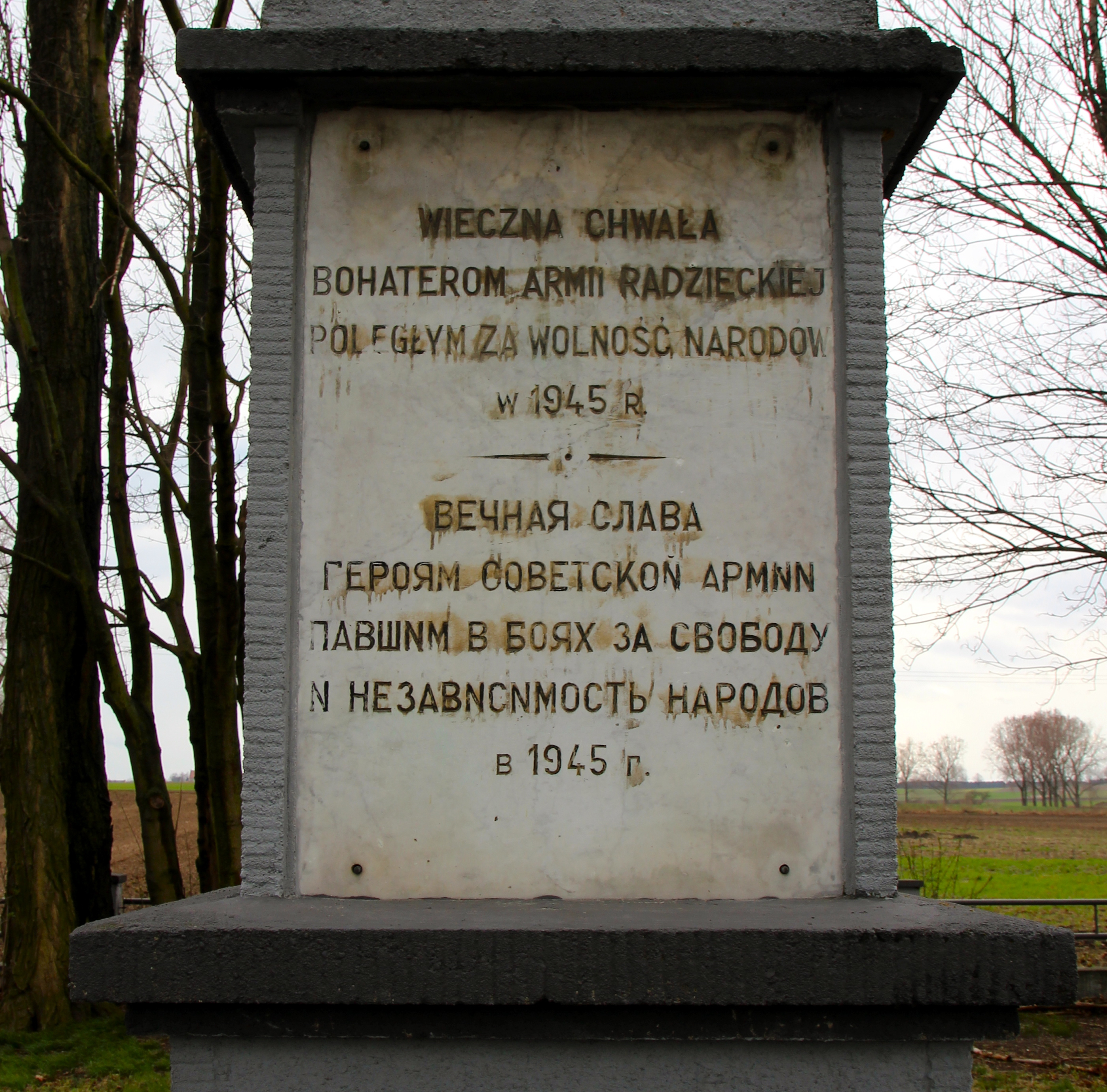
Tablica znajdująca się na pomniku

Pomnik został wzniesiony w 1949 r. przez Powiatowy Komitet Budowy Pomnika. Był zlokalizowany na cmentarzu, na którym pochowano ok. 620 żołnierzy z 1 Frontu Ukraińskiego Armii Czerwonej. Szczątki poległych czerwonoarmistów zostały ekshumowane w latach 80. XX wieku na cmentarz wojenny Armii Czerwonej w Kędzierzynie-Koźlu. Na terenie miejscowości pozostał pomnik i ogrodzona dawna kwatera.
Pomnik miał postać obelisku o wysokości 5 metrów z umieszczoną na nim pięcioramienną gwiazdą Armii Czerwonej oraz tablicą w języku polskim i rosyjskim o treści: „Wieczna chwała bohaterom Armii Radzieckiej poległym za wolność narodów w 1945 r.”
23 marca 2022 r. nastąpił demontaż pomnika. Odbyło się to z inicjatywy władz lokalnych, które odpowiedziały na apel prezesa Instytutu Pamięci Narodowej Karola Nawrockiego o dekomunizację przestrzeni publicznej w Polsce. Podczas briefingu prasowego IPN, z udziałem wojewody opolskiego Sławomira Kłosowskiego, burmistrza Prószkowa Krzysztofa Cebuli oraz dyrektor Biura Upamiętniania Walk i Męczeństwa IPN Adama Siwka, pomnik został zdemontowany.
11 maja 2022 r. na miejscu zdemontowanego pomnika odsłonięto monument upamiętniający ofiary II wojny światowej. Ma postać dwóch krzyży (katolickiego i prawosławnego) oraz umieszczonej pomiędzy nimi płyty, na której znajduje się napis: „Pamięci mieszkańców gminy Prószków, którzy zginęli  i zostali zamordowani podczas walk w styczniu 1945 r. oraz wszystkich ofiar zbrodniczych ideologii: niemieckiego nazizmu i sowieckiego komunizmu. Sojusz tych totalitaryzmów doprowadził do wybuchu II wojny światowej wraz z bezmiarem cierpienia, zniszczeń i śmierci. Gmina Prószków Instytut Pamięci Narodowej”.